# Carlos Gobán
Carlos Eduardo Vivó Gobán (Limón; 14 de septiembre de 1934) es un exfutbolista costarricense que jugaba como delantero. Hizo trece apariciones con la selección de Costa Rica, marcando 4 goles.

## Trayectoria
Su debut en la Primera División de Costa Rica se dio el 2 de septiembre de 1953, en el que su equipo La Libertad perdió ante Moravia 2-1, ese mismo día anotó su primer gol al minuto 20'.
En 1958 jugó con el Deportivo Saprissa y retirándose en 1967 con el Deportivo México. En total hizo 34 goles en 87 partidos en la Primera División.

## Clubes
| Club               | País       | Año       |
| ------------------ | ---------- | --------- |
| C.S. La Libertad   | Costa Rica | 1953-1958 |
| Deportivo Saprissa | Costa Rica | 1958-1963 |
| Deportivo México   | Costa Rica | 1963-1967 |

## Palmarés

### Títulos nacionales
| Título           | Equipo             | País       | Año  |
| ---------------- | ------------------ | ---------- | ---- |
| Torneo de Copa   | Deportivo Saprissa | Costa Rica | 1960 |
| Primera División | Deportivo Saprissa | Costa Rica | 1962 |
| Segunda División | Deportivo México   | Costa Rica | 1966 |
| Torneo de Copa   | Deportivo México   | Costa Rica | 1967 |

### Títulos internacionales
| Título                                  | Equipo     | Sede       | Año  |
| --------------------------------------- | ---------- | ---------- | ---- |
| Campeonato Centroamericano y del Caribe | Costa Rica | Honduras   | 1955 |
| Campeonato Centroamericano y del Caribe | Costa Rica | Costa Rica | 1961 |